# Inocentes (obra de teatro)
Inocentes, monólogo para una actriz es una obra de teatro escrita por Pablo Pereda y encuadrada dentro del realismo mágico. Fue estrenada en el Teatro Bretón de los Herreros de Logroño  el 29 de marzo de 2008. La interpretación corrió a cargo de la actriz Irune Manzano. El espectáculo fue subvencionado por el Ayuntamiento de Logroño, Fundación Cultura y Comunicación y la Obra Social y Cultural de La Caixa. El vídeo resumen de la representación ocupó durante un año y medio el primer puesto en todas las categorías del ranking internacional de YouTube. La representación fue grabada en directo. El Ayuntamiento de Logroño lo editó en video con una primera tirada de 2000 ejemplares que, dado su interés social y artístico viene distribuyendo gratuitamente a través de la Fundación Logroño Turismo.La actriz Irune Manzano famosa por su participación en la exitosa serie Al salir de clase Al salir de clase cuenta  con  cuatro nominaciones a los Premios Max de Teatro.

## Objetivos sociales y argumento
El espectáculo, destinado a concienciar sobre el maltrato  y la violencia de género, es un referente nacional en cuanto a la prevención de esta lacra. Su difusión gratuita por todos los medios lo ha hecho posible.La obra puede ser reproducida para fines sociales en cualquier medio ya que  tanto el autor como la actriz renunciaron a sus derechos  en favor de la causa.
Cuenta la historia de una enfermera que atiende a un preso en huelga de hambre. "Una mujer vital necesitada de afecto cómplice inconsciente,muy a su pesar, de las mentiras cotidianas que ha vivido. Una mujer golpeada muy duro por la vida que lleva su cruz en silencio con la máscara de una felicidad que perdió por el camino. Una mujer que relata su vida marcada por la desgracia, la humillación y el maltrato". La actriz Irune Manzano recalcó que se trata de un monólogo de 75 minutos encuadrado en el "realismo mágico teatral", caracterizado  por presentar al espectador  hechos extraordinarios, en muchas ocasiones surrealistas y oníricos, como si fuesen cotidianos. También señaló que el autor Pablo Pereda apuesta fuerte para que el teatro sea un trampolín para ayudar a los desfavorecidos.
La obra viene apoyada por Santiago Trancón, doctor en Filología Hispánica y profesor de la Real Escuela Superior de Arte Dramático, crítico teatral  y una de las personalidades más importantes del teatro actual. La obra está registrada como obra de"Gran Derecho" en la SGAE.